# Xperia Z3
Xperia Z3（エクスペリア ゼット スリー）は、ソニーモバイルコミュニケーションズによって開発された、第4世代移動通信システム対応のAndroid搭載スマートフォンである。2014年9月4日にドイツで開催されたコンシューマー・エレクトロニクス・ショーで発表された。9月19日に台湾で発売され、9月26日にはイギリスでも発売される。日本ではドコモとauより10月23日、Softbankより、11月21日に発売された。
日本国内では従来のKDDI・沖縄セルラー電話連合（以下au）とNTTドコモに加え、今機種より新たにソフトバンクモバイル（現：ソフトバンク）からも販売されるようになった。これにより、日本国内の主要3キャリアすべてで取り扱うこととなった。

## 概要
Xperia Z3は、Zシリーズの4代目で、新たにPlayStation 4のリモートプレイ機能が付加された。この機能はZ3とPS4を無線LANで接続して、Z3本体でPS4のゲームをプレイできるようにする機能である。
ディスプレイは5.2インチFHDのIPS方式液晶。SoCはSnapdragon 801の2.5GHz4コアを搭載し、3GBのメモリと、32GBのROMを搭載している。
カメラのイメージセンサは裏面照射型CMOSのExmor R for mobileとなっており、背面カメラが20.7メガピクセル、前面が2.2メガピクセルである。ビデオは4Kでの撮影に対応している。感度はISO12800まで対応しており、2014年時点までのスマートフォンとは違い高感度仕様となっている。
またハイレゾ音楽再生に対応し、ノイズキャンセル機能も従来通り対応している。従来の音源ではDSEE HXが利用できる。